# لوکاس ترکریچی
لوکاس ترکریچی (انگلیسی: Lucas Trecarichi؛ زادهٔ ۱۲ فوریهٔ ۱۹۹۱) بازیکن فوتبال اهل آرژانتین است.
از باشگاه‌هایی که در آن بازی کرده‌است می‌توان به باشگاه فوتبال سویا، باشگاه فوتبال پومفرادینا، باشگاه فوتبال زسکا صوفیه، و باشگاه فوتبال اتلتیکو هوراکان اشاره کرد.
وی همچنین در تیم ملی فوتبال زیر ۲۰ سال آرژانتین بازی کرده‌است.